# Alessandro Seppilli
Alessandro Seppilli (Trieste, 7 maggio 1902 – Perugia, 2 febbraio 1995) è stato un igienista e politico italiano nonché sindaco di Perugia dal 1953 al 1964.

## Biografia
Figlio di Giacomo Seppilli e di Emma d'Ancona, entrambi ebrei, nacque a Trieste il 7 maggio del 1902. Frequentò il Liceo Dante Alighieri e, dopo gli studi in Medicina e chirurgia all'Università di Firenze, iniziò la carriera universitaria a Padova, come assistente di ruolo in Igiene. Poi si trasferì a Modena come professore incaricato nella stessa disciplina, ruolo che fu costretto ad abbandonare nel 1938, a causa delle leggi razziali.
Nel 1939, con la moglie Anita (con la quale si era unito in matrimonio nel 1923) e il figlio Tullio, si trasferì in Brasile, a San Paolo, dove diresse una casa farmaceutica.
Rientrato in Italia, tornò a Modena, incaricato dal 1946 al 1948; nel 1949 diventò ordinario di Igiene all'Università di Perugia. In collaborazione con l'OMS, creò a Perugia nel 1954 il Centro sperimentale dimostrativo per l'educazione sanitaria della popolazione, da cui nascerà nel 1958 la Scuola per l'educazione sanitaria. Ricopre importanti incarichi nel Consiglio superiore di sanità, nell'Istituto Italiano di Medicina Sociale, nell'Unione internazionale dell'educazione sanitaria. Fonda e dirige le riviste Educazione Sanitaria e Promozione della Salute e La Salute Umana. Tra i più attivi sostenitori della riforma sanitaria, con Giovanni Berlinguer diresse per Il Pensiero Scientifico Editore la collana Società e Salute in cui venne pubblicato nel 1977 il libro manifesto La Riforma Sanitaria.
Fu sindaco di Perugia per il PSI dal 1953 al 1964.
Allo scopo di favorire le ricerche e la diffusione di una cultura della salute, nel 1987 costituì a Perugia la Fondazione Angelo Celli, intitolata al noto scienziato e politico italiano.